# Route des Fortifications
Ne doit pas être confondu avec Allée des Fortifications.
La route des Fortifications est une voie située dans le 12e arrondissement de Paris, en France.

## Origine du nom

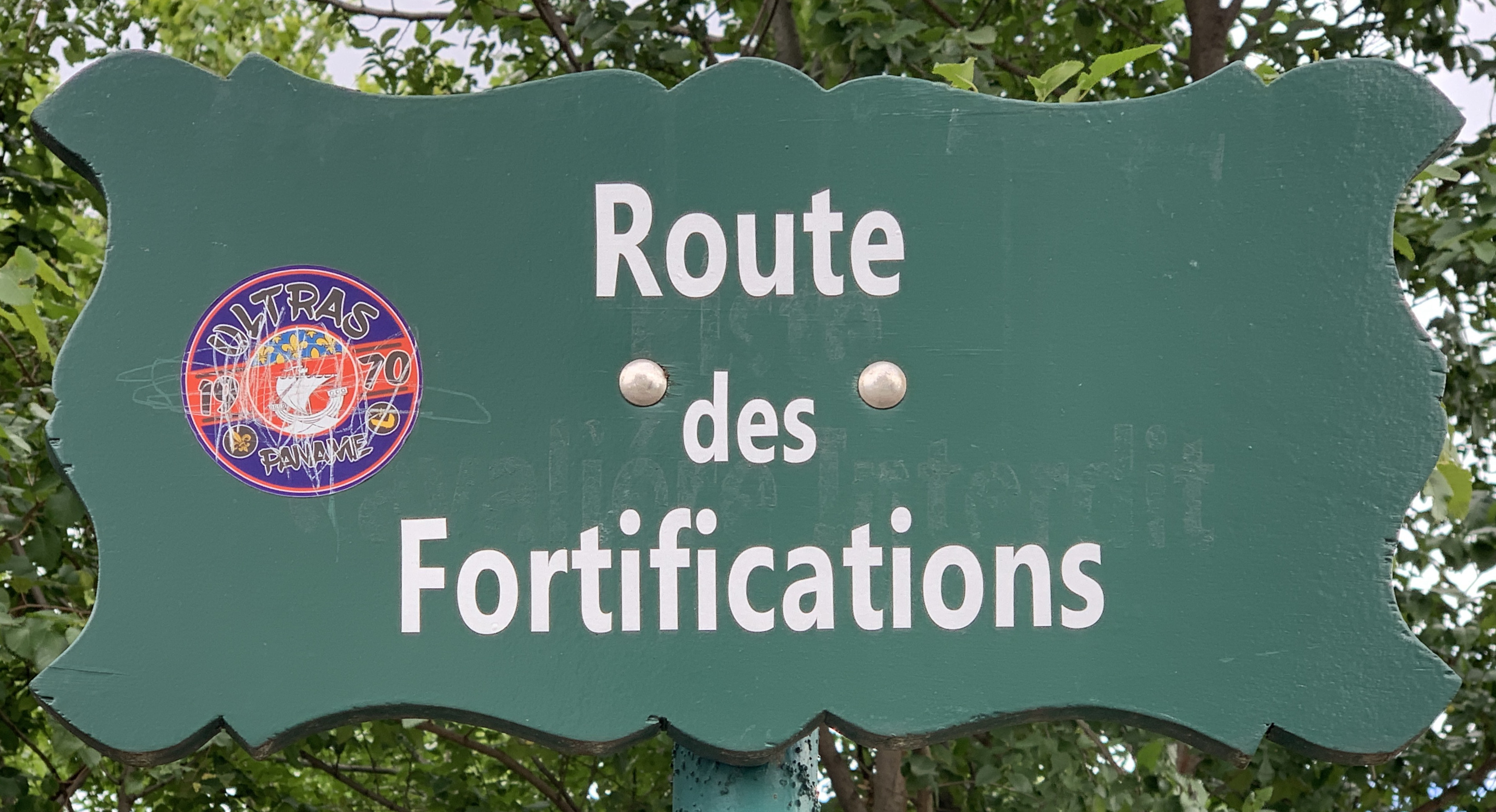
Plaque de la route.